# Деветдесет и първи конгрес на Македонската патриотична организация
Деветдесет и първият на Македонските политически организации (МПО) се провежда през септември 2012 година във Форт Уейн, Индиана, САЩ. Организацията чества 90-годишен юбилей. Гости на събитието са генералният консул на България в Чикаго Симеон Стоилов и танцьорите от Ансамбъл „Верея“ с ръководител Константин Маринов.